# Gnaeus Pompeius Magnus (Schwiegersohn des Claudius)
Gnaeus Pompeius Magnus (* kurz vor 26 n. Chr.; † Ende 46 oder Anfang 47 n. Chr.) war ein Schwiegersohn des römischen Kaisers Claudius und kam bei seinem wohl auf Betreiben von Claudius’ Gattin Valeria Messalina erfolgten Sturz zusammen mit seinen Eltern ums Leben.

## Leben
Gnaeus Pompeius Magnus war ein Sohn des Konsuls von 27 n. Chr., Marcus Licinius Crassus Frugi, und dessen Gattin Scribonia. Er war wahrscheinlich der älteste Sohn seiner Eltern und hatte mehrere Geschwister, u. a. den nach seinem Vater benannten späteren Konsul von 64, Marcus Licinius Crassus Frugi, sowie Licinius Crassus Scribonianus und Lucius Calpurnius Piso Frugi Licinianus. Seinen Namen erhielt Pompeius Magnus nach dem berühmten gleichnamigen Triumvirn, auf den sich seine Mutter Scribonia zurückführte, wie überhaupt sein Vater die Angewohnheit hatte, in den Namen seiner Kinder deren gesamte fürstliche Ahnentafel augenfällig zu präsentieren.
Aufgrund seines Namens, der als gefährliches Programm verstanden werden konnte, wäre Pompeius Magnus beinahe auf Caligulas Befehl getötet worden, doch rettete ihn seine Jugend vor dem Verderben: der Kaiser begnügte sich damit, dass der Knabe sein Cognomen Magnus (= „der Große“) nicht mehr führen durfte. Unter Caligulas Nachfolger Claudius hingegen erfuhr Pompeius Magnus ebenso wie seine Eltern eine große Förderung. Er durfte seinen Beinamen wieder tragen und wurde bereits im ersten Regierungsjahr des neuen Kaisers (41 n. Chr.) mit dessen Tochter Antonia verheiratet. Ferner räumte Claudius ihm das Vorrecht kaiserlicher Prinzen ein, sich fünf Jahre vor dem gesetzlich vorgeschriebenen Alter um die Staatsämter bewerben zu dürfen. Nach dem erfolgreichen Feldzug gegen Britannien (43 n. Chr.), an dem Pompeius’ Vater Crassus Frugi als comes Augusti teilgenommen hatte, schickte der Kaiser seine beiden Schwiegersöhne Pompeius Magnus und Lucius Iunius Silanus, der mit Claudius’ Tochter Octavia verlobt war, zur Überbringung der Siegesnachricht nach Rom voraus. Pompeius Magnus wurde nun Quästor des Claudius, Pontifex sowie frater Arvalis und vertrat 45 n. Chr. mit Iunius Silanus den Kaiser bei einem Congiarium.
Wurden Pompeius Magnus und seine Familie also von Claudius bislang mit Ehren und Privilegien überhäuft, so kam es Ende 46 oder Anfang 47 n. Chr. zu ihrem plötzlichen Sturz. Die genaueren Einzelheiten dieses Ereignisses sind unbekannt, da jenes Buch von Tacitus’ Annalen, in dem es dargestellt war, verloren ist. Laut einer weniger wahrscheinlichen Version erfolgte der Sturz angeblich deshalb, weil Pompeius Magnus homosexuell veranlagt gewesen und mit einem anderen Jüngling im Bett überrascht worden sei. Vielmehr dürfte die Kaiserin Valeria Messalina die Urheberin von Pompeius’ Untergang gewesen sein, da sie ihn als gefährlichen Rivalen für die Nachfolge ihres eigenen Sohnes Britannicus betrachtete. Auf welche Weise Pompeius Magnus ums Leben gebracht wurde, ist nicht bekannt, ebenso wenig die Todesumstände seiner Eltern, die damals ebenfalls starben. Er wurde im Familiengrab eines Zweigs der Licinier an der Porta Salaria beigesetzt.